# Kot bengalski
Kot bengalski, bengal, leopardeta – rasa kota pochodząca ze Stanów Zjednoczonych, powstała w wyniku skrzyżowania kotka bengalskiego (Prionailurus bengalensis) z kotem domowym (Felis catus). Jest zaliczana do grupy kotów orientalnych.

## Historia
Pierwsze udokumentowane wzmianki dotyczące krzyżowania kota domowego z dzikim kotem bengalskim pochodzą z 1934 roku, kiedy to w jednym z belgijskich czasopism pojawił się artykuł poruszający tę tematykę. Nie był on jednak znaczący ze względu na niewielką ilość szczegółowych informacji. W 1946 roku tematem hybryd międzygatunkowych zajęła się Jean Sugden Mill (ówcześnie studentka biologii). Początkowo opisała genetykę miotów powstałych przez skrzyżowanie kota syjamskiego z kotem perskim, a dopiero kilkanaście lat później jej uwaga skupiła się na dzikich kotach bengalskich. W ówczesnym czasie gatunek ten był poważnie zagrożony wyginięciem, ludzie polowali na jego przedstawicieli ze względu na piękne futro, a także chęć posiadania egzotycznych zwierząt w domach. W ramach swojej pracy w 1961 roku J. S. Mill sprowadziła z Azji Południowo-Wschodniej samicę kotka bengalskiego, którą następnie (w 1963 roku) skrzyżowała z czarnym, krótkowłosym kocurem domowym i w efekcie narodziło się jedno żywe kocię. Pomimo tego sukcesu pomysł hodowli mieszańców został zawieszony aż do roku 1980.
Kolejną osobą, która przyczyniła się do rozwoju tej rasy, był amerykański genetyk, dr Willard Centerwall, który wraz z dr Raoulem Benveniste z Narodowego Instytutu Raka w Maryland podjęli badania nad, znaną już ówcześnie, białaczką kotów domowych, której przebieg był podobny do przebiegu białaczki u ludzi. Chorobę tę u kota domowego powoduje wirus, który – jak się okazało – nie występuje u kotków bengalskich. Naukowcy postanowili więc sprawdzić, jaki będzie jej przebieg po zakażeniu hybrydy tych dwóch gatunków. Celem ich działań było poznanie mechanizmu choroby, co w efekcie miało pomóc w leczeniu ludzi cierpiących na ten rodzaj nowotworu. Pomimo iż hodowla kotów bengalskich nie była bezpośrednim celem dr. Centerwalla, to uzyskał on z powodzeniem przedstawicieli tej rasy i kiedy w 1980 roku poznał J. S. Mill, przekazał jej kilka hybrydowych kociąt pierwszego pokolenia potomnego (F1). Pozostałe leopardety nabył miłośnik bengali Gordon Meredith, jednak w wyniku swojej choroby musiał je przekazać innemu hodowcy, którym była J. S. Mill.
Istotny wkład w historię kota bengalskiego wniósł także amerykański znawca egzotycznych drapieżników William (Bill) Engler, który w 1970 roku nie tylko nadał tej rasie obowiązującą do dziś nazwę, lecz także w wyniku skrzyżowania jednego ze swoich kotków bengalskich z dwiema samicami kota domowego (o imionach Cybele i Cyclemnestra) wyhodował dziewięcioro kociąt. W kolejnym roku narodziło się jeszcze sześcioro, natomiast do 1975 roku zdołał wyhodować trzecie pokolenie (F3), co było prawdziwym sukcesem, ponieważ każdy kocur z pierwszego pokolenia okazywał się być bezpłodny. Engler postanowił przedstawić nową rasę dla The Cat Fanciers’ Association (CFA) i wstępnie została ona zaakceptowana przez to stowarzyszenie. Hodowca zmarł w 1977 roku, a wyhodowane przez niego koty trafiły pod opiekę jego przyjaciół. W 1979 roku klub Walk on the Wild Side Cat Fanciers (WOW), który zrzeszał hodowców zajmujących się dzikimi kotami i hybrydami, przedłożył CFA komplet dokumentów opisujący rasy mieszańców (m.in. kotów bengalskich i safari). Ich celem było dokładne zapoznanie tej najstarszej organizacji felinologicznej z nowymi rasami. Początkowo CFA umożliwiało rejestrowanie kotów bengalskich jako kotów domowych, jednak po pewnym czasie oficjalnie tego zakazało.
W 1980 roku J. S. Mill, dysponująca pewną ilością kotów bengalskich, ponownie rozpoczęła swój program hodowlany. Zaobserwowała, że w pierwszym pokoleniu potomnym oprócz bezpłodności kocurów (do dziś nie rozwiązano tej kwestii, zaczynają one być płodne dopiero od czwartego pokolenia) pojawia się także problem płochliwości i agresji. Poprzez dobór odpowiednich partnerów w kolejnych pokoleniach (F2, F3, F4) zdołała złagodzić temperament kotów bengalskich i coraz bardziej przypominały one koty domowe. W 1982 roku hodowczyni zaczęła wprowadzać do puli genowej przedstawicieli innych ras: amerykańskie koty krótkowłose, koty abisyńskie, a także koty egipskie mau (tym ostatnim leopardety zawdzięczają efekt lśniącego futra). Ostatecznie za sprawą bardzo dokładnej selekcji osobników udało się wyhodować „idealnego” kota bengalskiego, którym była kotka o imieniu Millwood Penny Ante. W trakcie wystaw zdobywała uznanie nie tylko ze względu na piękne umaszczenie, lecz także przyjacielskie nastawienie do ludzi.
W 1986 roku, ze względu na szybko wzrastającą popularność kotów bengalskich, The International Cat Association (TICA) przyznało im status nowej rasy. Stowarzyszenie nałożyło jednocześnie wymóg, aby wszystkie wystawowe koty były czystej krwi bengalami. Oznacza to, że w gronie przodków danego osobnika do czterech pokoleń wstecz nie może znaleźć się ani jeden przedstawiciel innej rasy. Ma to na celu ochronę i utrwalanie wszystkich pożądanych cech, jakimi charakteryzują się leopardety. Pomimo że w 1991 roku rasa ta doczekała się statusu championa, do dziś wciąż nie wszystkie organizacje felinologiczne oficjalnie ją uznają.
W Europie koty bengalskie zadebiutowały znacznie późnej. Wprawdzie po raz pierwszy sprowadzono je pod koniec lat 80. XX wieku, jednak dopiero w kwietniu 2006 roku brytyjskie stowarzyszenie The Governing Council of the Cat Fancy (GCCF) przyznało czarnym, cętkowanym kotom bengalskim status championa, jako pierwszy otrzymał go kocur o imieniu Grand Premier Admilsh Zabari. W 2008 roku do grona championów dołączyły także osobniki czarne pręgowane i śnieżne cętkowane, dodatkowo w tym samym roku zmieniono status srebrzystym cętkowanym i srebrzystym pręgowanym z eksperymentalnego na status rasy wstępnej.

## Wygląd

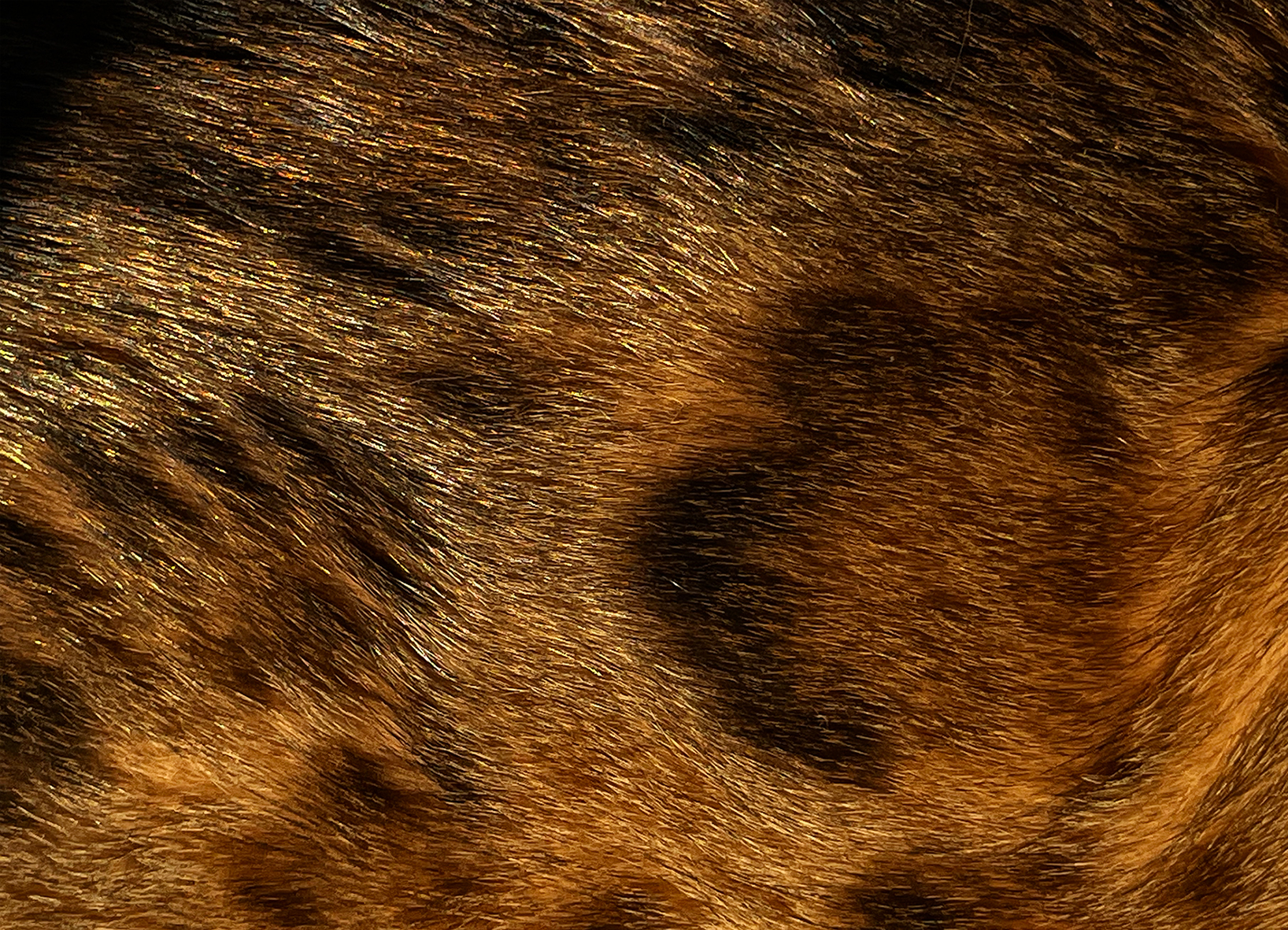
Efekt błyszczącej sierści glitter na umaszczeniu sorrel

Wygląd ogólnyKot bengalski ma wydłużony tułów, który trapezowo wznosi się powyżej łopatek ku tylnej części. W ogólnej budowie jest średni, krzepki i umięśniony, przypomina swoich dzikich przodków. Waży od 3 do 8 kilogramów.
GłowaMała w stosunku do tułowia, dłuższa niż szersza o zaokrąglonych kształtach i mocnym podbródku. Wyraźne, wysoko podniesione kości policzkowe i wydatne poduszeczki wąsów. Jej profil charakteryzuje łuk utworzony przez linię czoła i długiego, szerokiego nosa, który kończy się delikatnym stopem w dolnej partii nozdrzy. Głowa bengali utraciła charakterystyczny dla ich dzikich przodków wąski i smukły kształt, obecnie bardziej przypomina głowę kota abisyńskiego lub domowego.
UszyWysoko osadzone, szerokie u nasady, powinny być małe lub średnie, krótkie, o zaokrąglonych końcach. Z profilu sprawiają wrażenie czujnych i nasłuchujących, ponieważ są delikatnie pochylone do przodu.
OczyDuże, owalne (choć dopuszczalny jest także lekko migdałowaty kształt) i szeroko rozstawione. Mogą przyjmować barwy: złotobursztynową, żółtą, brązową lub zieloną.
NogiŚredniej długości, żylaste, zakończone okrągłymi łapami. Tylne nieznacznie dłuższe niż przednie, dobrze przystosowane do wykonywania skoków.
OgonŚredniej długości, gruby, zwężający się ku czarnemu, stożkowatemu końcu.
Futro i umaszczenieFutro bengali ma krótki włos (dłuższe dopuszczalne tylko u kociąt), jest gęste, jedwabne w dotyku, ściśle przylega do ciała i błyszczy (jest to tak zwany efekt glitter, który występuje jedynie u przedstawicieli tej rasy). Cechą charakterystyczną leopardety jest umaszczenie w formie cętek, które przyjmują różne kształty (m.in. owalne, półksiężycowe, przypominające odcisk łapy) i wielkość, jednak ostateczny wzór widoczny jest po ukończeniu przez kota sześciu miesięcy. Na grzbiecie plamki formują się w łańcuchy, dopiero w dolnej części tylnych łap i na przednich kończynach przyjmują postać prążków, które znajdują się również na ogonie. Jaśniejsze (czasem nawet białe) ubarwienie pojawia się na podbródku, piersi, brzuchu, poduszeczkach z wąsami oraz wewnętrznych stronach ud. O dzikich korzeniach tych kotów świadczą poprzeczne paski na policzkach i szyi, a także charakterystyczny znak litery „M” na czole. Leopardeta może występować we wszystkich odmianach barwnych, jednak w hodowlach najczęściej można spotkać następujące:
- charcoal (węglowy) – czarne cętki i pręgi na szaroniebieskim tle;
- lampartowa – czarnobrązowe znaczenia na tle w ciepłym kolorze (od pomarańczowego do piaskowego);
- marmurkowata (marbled) – brązowe tło, na którym znajdują się duże, rozlewające się i ciemniejsze na brzegach niż w środku plamy;
- sorrel – tło jest żółtopomarańczowe, natomiast cętki ciemnobrązowe;
- śnieżna – tło o barwie kości słoniowej, a także charakterystyczna brązowa plama na tylnej stronie uszu.

## Charakter i zdrowie
Koty bengalskie cechują się energicznym usposobieniem, są skore do wszelkich zabaw, lubią towarzystwo człowieka (w szczególności dzieci), silnie przywiązują się do właściciela i dobrze czują się wśród innych zwierząt. Wyróżnia je wysoka inteligencja, z łatwością uczą się aportować, chodzić na smyczy, reagować na swoje imię czy spać w wyznaczonym dla nich miejscu. Bardzo lubią spacery, często nawet się ich domagają (poprzez miauczenie i drapanie w drzwi), bez problemu mogą kroczyć na smyczy obok psa. Potrafią być głośne i wydawać dźwięki przypominające gaworzenie dziecka. Lubią wodę, dobrze pływają, chętnie wskakują do wanny, pod prysznic, a nawet do zlewu czy akwarium. Polują przy każdej okazji i ochoczo wdrapują się na drzewa. Zbyt długie przebywanie w samotności może doprowadzić do uwidocznienia się u nich cech dzikich przodków, takich jak płochliwość i nieufność.
Dzikie pochodzenie tych kotów przyczyniło się do tego, iż do standardu wprowadzono idealny charakter i temperament bengala, czego nie spotyka się w przypadku innych ras.
Leopardety rzadko chorują, do tej pory nie stwierdzono żadnej genetycznej choroby charakteryzującej tę rasę.